# Храповицкий, Степан Семёнович
Степан Семёнович Храповицкий — российский военный деятель, генерал-майор; участник Наполеоновских войн.

## Биография
Сын отставного подпоручика, предводителя дворянства Юхновского уезда, Семёна Яковлевича Храповицкого (1752—1819), и его жены, Марии Львовны Чернышевой. Страший брат Ивана Семёновича Храповицкого и Иасона Семёновича Храповицкого. Получил домашнее образование, знал французский, немецкий и польский языки.
Службу начал 25 марта 1801 года унтер-офицером в лейб-гвардии Конном полку. 17 сентября 1801 года произведён к эстандарт-юнкеры. 4 мая 1802 года переведён корнетом в Павлоградский гусарский полк, 1 января 1804 года произведён в поручики. С полком участвовал в Наполеоновских войнах третьей (1805 года) и четвертой коалиции (1806-1807 годов). Под Аустерлицем (20 ноября 1805) был ранен пулей ниже колена. За сражение при Прейсиш-Эйлау (7-8 февраля 1807 года) награждён золотым крестом.
11 февраля 1808 года переведён в Волынский уланский полк, с которым участвовал в русско-турецкой войне (1806—1812) годов. 14 ноября 1808 года произведён в штабс-ротмистры, 10 июня 1809 года – в ротмистры.  9 октября 1811 года под крепостью Видин тяжело ранен пулей в плечо навылет в бою, за который 18 января 1812 года произведён в майоры.
В сентябре 1812 года примкнул к партизанскому отряду Д.В. Давыдова и во время Отечественной войны 1812 года успешно действовал на коммуникациях противника. 21 декабря 1812 года произведён в подполковники.
23 марта 1813 года участвовал в занятии Дрездена. 17 апреля 1813 года произведен в полковники. Прославился в октябре 1813 года при преследовании отступавших от Лейпцига французских войск. За отличия в боях при Бутштедте, Андисебене, Готе и Майнце, во время которых захватил сотни пленных, награждён орденом Святого Георгия 4-го класса. 
27 марта 1814 года назначен командиром 3-го Украинского казачьего полка, был в должности до 8 октября 1817 года.
22 ноября 1817 года назначен командиром 1-го Бугского уланского полка. С 6 мая 1818 года — командир 2-й бригады Бугской уланской дивизии.
12 декабря 1819 года произведён в генерал-майоры. В 1821-1826 годах исправлял должность бригадного командира поселений эскадронов 3-й кирасирской дивизии. С 29 января по 18 сентября 1826 года — командир 1-й бригады 3-й кирасирской дивизии, после чего состоял по кавалерии и находился в отпуске для лечения. 5 декабря 1833 года вышел в отставку с мундиром и пенсией полного оклада.
Жил в своем имении в селе Городище Юхновского уезда Смоленской губернии. Четыре раза был депутатом дворянского собрания. В последние годы писал воспоминания
По воспоминаниям Д.В. Давыдова, Храповицкий был
ума делового и весёлого, характера вспыльчивого, человек возвышенных чувств, строжайших правил честности, исполненный дарований как для поля сражения, так и для кабинета; образованности европейской.
Семьи не имел, жил один. Родовое имение унаследовал его внучатый племянник, Александр Сергеевич Храповицкий (внук его брата Ясона Семёновича Храповицкого). 

## Награды

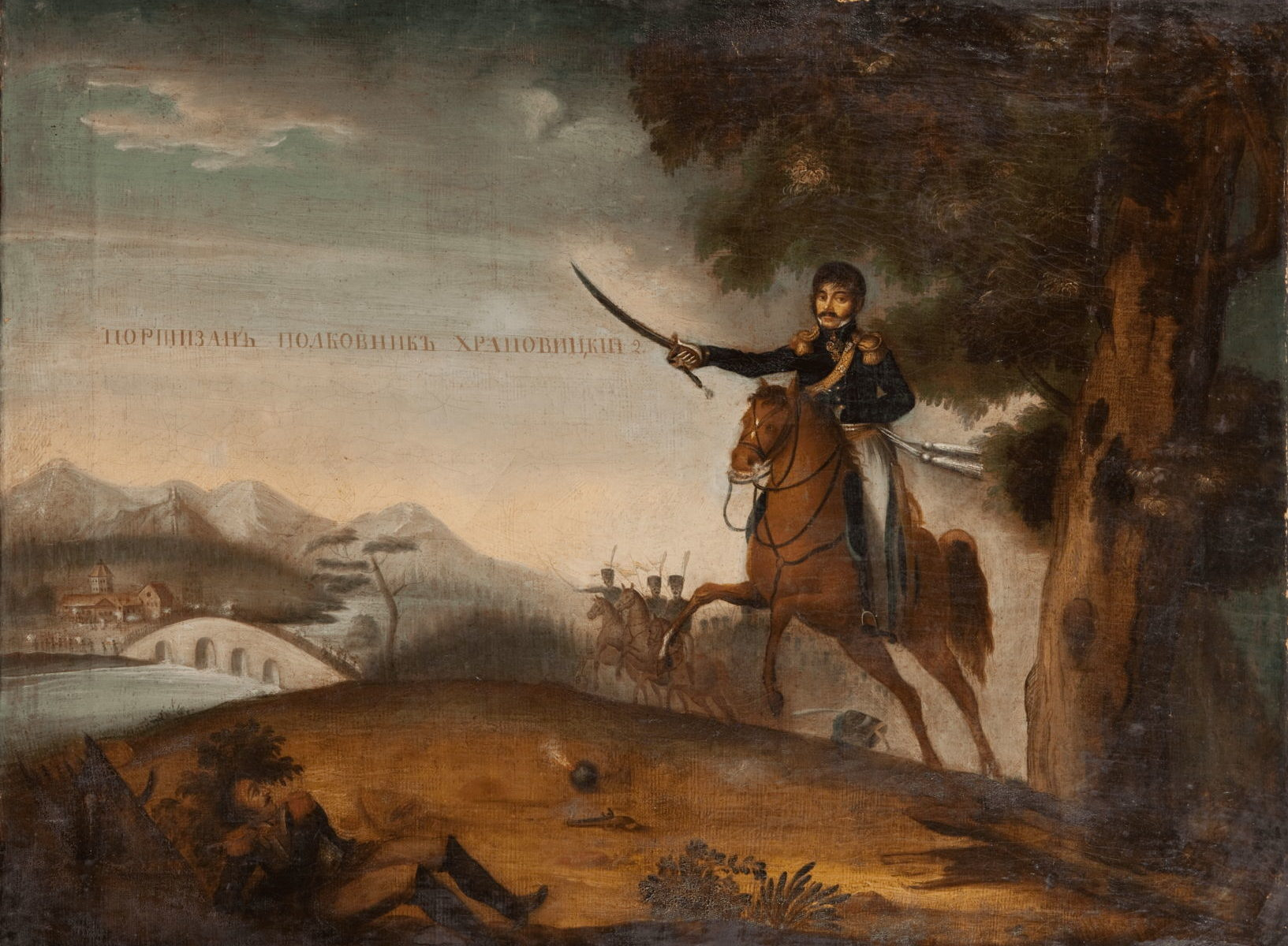
Портрет полковника Степана Семёновича Храповицкого,
работа неизвестного художника, начало 19в. (ГИМ)

- Орден Святой Анны 4-й степени (20 декабря 1806)[6]
- Крест «За победу при Прейсиш-Эйлау» (1807)
- Орден Святого Владимира 4-й степени с бантом
- Золотая сабля «За храбрость» (14 января 1812)
- Орден Святой Анны 2-й степени с алмазами (15 сентября 1813)[7]
- Орден Святого Владимира 3-й степени (1814)
- Орден Святого Георгия 4-й степени (10 сентября 1815)
- Орден Святого Владимира 2-й степени (15 октября 1823)[8]
- Орден Святой Анны 1-й степени (22 августа 1826); алмазные знаки к ордену (3 апреля 1827)[9]

Иностранных государств:
- Орден «Pour le Mérite» (8 декабря 1813, королевство Пруссия)
- Орден Меча рыцарский крест (1813, королевство Швеция)
- Орден «Pour la vertu militaire» (26 мая 1815, ландграфство Гессен-Кассель)[10]